# Spartak Arturowitsch Gognijew
Spartak Arturowitsch Gognijew (russisch Спартак Артурович Гогниев, ossetisch Гогуниты Артуры фырт Спартак / Gogunity Artury fyrt Spartak; * 19. Januar 1981 in Ordschonikidse, Sowjetunion) ist ein ehemaliger russischer Fußballspieler.

## Karriere
In seiner Jugend spielte er bei Iriston Wladikawkas, wo er 1998 auch ein Jahr in der Profimannschaft spielte. Dann wechselte er für zwei Jahre zu Awtodor, einem anderen Club aus Wladikawkas. Von 2000 bis 2001 spielte er zum ersten Mal in der Premjer-Liga bei Dynamo Moskau. Danach unterschrieb er für drei Jahre beim Moskauer ZSKA, wo er seine bisher erfolgreichsten Jahre spielte. Mit der Mannschaft wurde er 2000 Russischer Pokalsieger und 2003 Russischer Meister. In der Saison 2004 zog es Gognijew wieder nach Süden, wo er ein halbes Jahr bei Rotor Wolgograd und ein Jahr bei Alanija Wladikawkas spielte. In 2007 stand er sieben Spiele für Saturn Ramenskoje auf dem Platz, wurde aber in dieser Saison auch für 11 Spiele nach Rostow ausgeliehen. Für Jahr ging er nach zum FK Kuban Krasnodar, bevor er 2008 bei Kamas Nabereschnyje Tschelny in der 1. Division unterschrieb, wo er bis Sommer 2010 spielte. Ab Juli 2010 spielt er für FK Krasnodar. Spartak Gognijew ist der einzige aktive Spieler, der in seiner Karriere für sechs verschiedene Mannschaften der Premjer-Liga Tore schoss.
Am 4. November 2011 musste Gognijew bei einem Auswärtsspiel gegen Terek Grosny nach einer roten Karte den Platz verlassen und wurde dabei von Terek-Offiziellen und Sicherheitskräften körperlich attackiert, wobei er sich Rippen und die Nase brach. Das darauf von der Russischen Fußballunion gegen Terek verhängte Bußgeld von 500.000 Rubel wurde vom Gewerkschaftsverband FIFPro als für den Schutz von Spielern unzureichende Maßnahme kritisiert.
Von 2002 bis 2003 stand er sieben Spiele für die Russische Fußballnationalmannschaft bei Olympia auf dem Platz, in denen er vier Tore schoss.